# 亚历山大·戈尔金
亚历山大·费奥多罗维奇·戈尔金（俄語：Александр Фёдорович Горкин，1897年9月5日—1988年6月29日），苏联政治人物，曾任苏联最高苏维埃主席团秘书、苏联最高法院院长。社会主义劳动英雄。

## 生平
1897年生于特维尔省拉梅什基村。1916年加入俄国社会民主工党的布尔什维克派。1917年中学毕业。1917年8月至1919年6月为特维尔苏维埃成员。1918年12月至1919年2月，担任俄共布特维尔省执行委员会主席。1931年至1932年，在莫斯科红色教授学院进修。1934年12月至1937年7月，任联共布奧倫堡州委书记，参与大清洗。1937年7月至1938年1月，担任苏联中央执行委员会书记。1938年1月至1954年3月，担任苏联最高苏维埃主席团秘书。1957年2月至1972年，担任苏联最高法院院长。1972年退休。1988年去世，葬于新圣女公墓。